# Kopff (cráter)

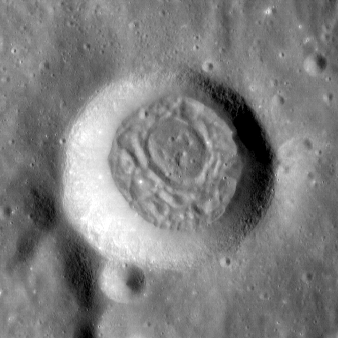
Cráter satélite Kopff C (imagen LRO)

Kopff es un cráter de impacto lunar que se encuentra en el borde oriental del interior de la cuenca de impacto del Mare Orientale, en el terminador occidental de la Luna. En esta posición el cráter se ve desde la Tierra, aunque su visibilidad se ve afectada por la libración. Esta situación hace que sea difícil discernir los detalles del cráter a menos que se observe desde naves en órbita.
Inicialmente se consideró que el cráter se formó debido a la actividad volcánica, en contraste con la mayoría de los cráteres lunares que se considera que se han creado a través de impactos. Sin embargo, es más probable que el cráter se formase por un impacto contra una superficie que todavía estaba parcialmente fundida. Esto ha dejado el cráter con un borde circular afilado y un fondo plano de color oscuro. De hecho, el albedo del suelo interior coincide con el del mar lunar situado al oeste. La parte sureste de la plataforma interior se fractura con una serie de grietas estrechas. El suelo en los bordes noroeste y noreste es más accidentado, y estas secciones han escapado de la lava que cubría el resto del fondo del cráter.

## Cráteres satélite
Por convención estos elementos son identificados en los mapas lunares poniendo la letra en el lado del punto medio del cráter que está más cercano a Kopff.
|       | \| Kopff \| Coordenadas \| Diámetro \| \| ----- \| ------------------------------- \| -------- \| \| B \| 16°54′S 86°21′O / -16.9, -86.35 \| 8 km \| \| C \| 18°18′S 86°13′O / -18.3, -86.22 \| 14 km \| \| D \| 19°54′S 89°54′O / -19.9, -89.9 \| 13 km \| \| E \| 16°00′S 89°55′O / -16.0, -89.91 \| 12 km \| |          |
| Kopff | Coordenadas | Diámetro |
| B     | 16°54′S 86°21′O / -16.9, -86.35 | 8 km     |
| C     | 18°18′S 86°13′O / -18.3, -86.22 | 14 km    |
| D     | 19°54′S 89°54′O / -19.9, -89.9 | 13 km    |
| E     | 16°00′S 89°55′O / -16.0, -89.91 | 12 km    |

Los siguientes cráteres han sido renombrados por la UAI:
- Kopff A- Véase Lallemand.